# Enna triste
Espèce
Enna triste est une espèce d'araignées aranéomorphes de la famille des Trechaleidae.

## Distribution
Cette espèce est endémique du Venezuela.

## Description
Le mâle holotype mesure 6,22 mm.

## Étymologie
Son nom d'espèce lui a été donné en référence au lieu de sa découverte, le golfe Triste.

## Publication originale
- Silva & Lise, 2011 : Seven new species of Enna (Araneae: Trechaleidae) from Central and South America. Zootaxa, no 2919, p. 60-68.